# Grand Îlet (Saint-Martin)
Le grand Îlet est un îlot de l'île de Saint-Martin. Elle fait partie de la collectivité d'outre-mer française de Saint-Martin.